# Золотий кубок КОНКАКАФ 2003 (кваліфікація)
Відбірковий турнір Золотого кубка КОНКАКАФ 2003 року проходив у двох зонах і стиковому турнірі між ними:
- Канада,  США (господарі чемпіонату і діючий чемпіон) і  Мексика (господиня чемпіонату) отримали путівки у фінальний турнір автоматично.
- Дві путівки отримували гості ними стали  Колумбія і  Бразилія).
- Дві путівки і два місця в стиковому турнірі було виділено Карибській зоні відбіркового турніру.
- Три путівки виділялося чемпіону і призерам Кубка націй Центральної Америки 2003 ( Коста-Рика,  Гватемала і  Сальвадор), а команда, що зайняла в цьому розіграші 4-те місце ( Гондурас), потрапляла в стиковий турнір.
- Розігрувалися дві путівки трьома країнами в стиковому турнірі.

## Карибська зона
Відбірковий турнір в Карибській зоні проходив у три етапи:
- Попередній етап: 14 країн в парах у двох матчах визначали учасників основного етапу.
- Основний етап: 7 переможців попереднього етапу і інші 9 країн, розбиті на 4 групи по 4 команди, в одноколових турнірах визначали 8 (по дві найкращі команди від кожної групи) учасників фінального етапу.
- Фінальний етап: 8 переможців основного етапу, розбиті на 2 групи по 4 команди, в одноколових турнірах визначали 2 (найкраща команда кожної групи) володарів путівок і 2 (команди, що посіли другі місця в групах) учасників стикового турніру.

### Попередній етап
| 6 липня 2002                                                                                  | \| Гренада \| 8 – 3 \| Сінт-Мартен \| \| Кеннеді Філліп 10’ Хендерсон Етт'єнн 25’ Денніс Ренні 56’, 61’, 75’, 80’, 90’ Рікі Чарльз 71' \| Голи \| Клайв Лінч 4’ Бертран Пінді 45’ Тьєррі Самер 90' \| | Сент-Джорджес Арбітр: Ноель Біное (Тринідад і Тобаго) |
| Гренада                                                                                       | 8 – 3 | Сінт-Мартен                                           |
| Кеннеді Філліп 10’ Хендерсон Етт'єнн 25’ Денніс Ренні 56’, 61’, 75’, 80’, 90’ Рікі Чарльз 71' | Голи | Клайв Лінч 4’ Бертран Пінді 45’ Тьєррі Самер 90'      |

| 4 серпня 2002      | \| Сінт-Мартен \| 1 – 7 \| Гренада \| \| Меттью Франсуа 88’ \| Голи \| Рітсон Бейн 13’ Кеннеді Філіп 23’ Келлон Бептіст 54’ Іан Бішоп 64’ Рікі Чарльз 67’, 72’, 85’ \| | Маріго Глядачів: 200 Арбітр: Тревор Раус (Ангілья)                                           |
| Сінт-Мартен        | 1 – 7 | Гренада                                                                                      |
| Меттью Франсуа 88’ | Голи | Рітсон Бейн 13’ Кеннеді Філіп 23’ Келлон Бептіст 54’ Іан Бішоп 64’ Рікі Чарльз 67’, 72’, 85’ |

 Гренада вийшла в основний етап.
| 7 липня 2002                                                                  | \| Гваделупа \| 4 – 0 \| Пуерто-Рико \| \| Ксав'єр Кассубі 46’ Хосе Ньєвес (а.г.) 55’ Фредерік Беном 56’ Тьєррі Мока 77' \| Голи \| \| | «Baie-Mahault», Баї-Мао Арбітр: Башім Ібрагім (Домініка) |
| Гваделупа                                                                     | 4 – 0 | Пуерто-Рико                                              |
| Ксав'єр Кассубі 46’ Хосе Ньєвес (а.г.) 55’ Фредерік Беном 56’ Тьєррі Мока 77' | Голи |                                                          |

| 20 липня 2002 | \| Пуерто-Рико \| 0 – 2 \| Гваделупа \| \| \| Голи \| Фредерік Беном 26’ Жан-Луї Радакал 84’ \| | «Country Club», Сан-Хуан Арбітр: Самуель Річард (Домініка) |
| Пуерто-Рико   | 0 – 2                                                                                           | Гваделупа                                                  |
|               | Голи                                                                                            | Фредерік Беном 26’ Жан-Луї Радакал 84’                     |

 Гваделупа вийшла в основний етап.
| 14 липня 2002                 | \| Британські Віргінські Острови \| 1 – 3 \| Сент-Люсія \| \| Майкл Хіггінс 53' \| Голи \| Джозеф Валенсіус 15’ Джонатон Маквейн 40’ Жан-Марі Емерсон 60’ \| | Род-Таун                                                       |
| Британські Віргінські Острови | 1 – 3 | Сент-Люсія                                                     |
| Майкл Хіггінс 53'             | Голи | Джозеф Валенсіус 15’ Джонатон Маквейн 40’ Жан-Марі Емерсон 60’ |

| 28 липня 2002 | \| Сент-Люсія \| 8 – 1 \| Британські Віргінські Острови \| \| Вальтер Беннер 2’ Джозеф Валенсіус 7’ Джонатон Маквейн 43’ Жан-Марі Емерсон 52’, 75’ Марк Шелдон 54’ Джозеф Елайджа 58’ Ельва 82’ \| Голи \| Azile 36’ \| | В'є-Фор                       |
| Сент-Люсія | 8 – 1 | Британські Віргінські Острови |
| Вальтер Беннер 2’ Джозеф Валенсіус 7’ Джонатон Маквейн 43’ Жан-Марі Емерсон 52’, 75’ Марк Шелдон 54’ Джозеф Елайджа 58’ Ельва 82’ | Голи | Azile 36’                     |

 Сент-Люсія вийшла в основний етап.
 Монтсеррат відмовився від участі в турнірі,  Домініка автоматично вийшла в основний етап.
| 28 липня 2002              | \| Гаяна \| 2 – 1 \| Нідерландські Антильські острови \| \| Карл Коул 5’ Дін Форбс 56' \| Голи \| Марк Мусо 13’ \| | «GCC Ground», Джорджтаун         |
| Гаяна                      | 2 – 1 | Нідерландські Антильські острови |
| Карл Коул 5’ Дін Форбс 56' | Голи | Марк Мусо 13’                    |

| 11 серпня 2002                   | \| Нідерландські Антильські острови \| 1 – 0 3 – 2 (пен.) \| Гаяна \| \| Ентоні Мартіс 43’ \| Голи \| \| | Віллемстад Арбітр: Гарлем Вільяр Поло (Аруба) |
| Нідерландські Антильські острови | 1 – 0 3 – 2 (пен.)                                                                                       | Гаяна                                         |
| Ентоні Мартіс 43’                | Голи |                                               |

 Нідерландські Антильські острови вийшли в основний етап.
| 28 липня 2002 | \| Аруба \| 0 – 2 \| Суринам \| \| \| Голи \| Бенні Кеянсі 55’ Кліфтон Сандвліт 62’ \| | Ораньєстад                            |
| Аруба         | 0 – 2                                                                                  | Суринам                               |
|               | Голи                                                                                   | Бенні Кеянсі 55’ Кліфтон Сандвліт 62’ |

| 11 серпня 2002                                                          | \| Суринам \| 6 – 0 \| Аруба \| \| Патрік Зінхагел 28’, 47’ Бенні Кеянсі 35’, 57’, 84’ Гордон Кінсайні 63’ \| Голи \| \| | «Andre Kamperveenstadion», Парамарибо Глядачів: 2,500 Арбітр: Марсіаль Мерсера (Антигуа і Барбуда) |
| Суринам                                                                 | 6 – 0 | Аруба                                                                                              |
| Патрік Зінхагел 28’, 47’ Бенні Кеянсі 35’, 57’, 84’ Гордон Кінсайні 63’ | Голи | |

 Суринам вийшов в основний етап.
| 16 серпня 2002                  | \| Американські Віргінські Острови \| 1 – 6 \| Домініканська Республіка \| \| Кевін Шеппард 44’ \| Голи \| Омар Сапата 16’ Валлі Контрерас 28’ Рафаель Альмансар 33’ Оскар Мехія 38’, 67’ Рамон Одаліс 62’ \| | «Instituto Preparatorio de Menores», Санто-Домінго Арбітр: Марк Форд (Барбадос)                 |
| Американські Віргінські Острови | 1 – 6 | Домініканська Республіка                                                                        |
| Кевін Шеппард 44’               | Голи | Омар Сапата 16’ Валлі Контрерас 28’ Рафаель Альмансар 33’ Оскар Мехія 38’, 67’ Рамон Одаліс 62’ |

| 18 серпня 2002                                                                                 | \| Домініканська Республіка \| 5 – 1 \| Американські Віргінські Острови \| \| Дагоберто Лопес 12’ Омар Сапата 14’ Луїс Омар Санчес 43’ Адріан Валенсуела 67’ Оскар Мехія 88’ \| Голи \| Кевін Шеппард 69’ \| | «Instituto Preparatorio de Menores», Санто-Домінго Арбітр: Жан-Лоран Жан-Леслі (Гаїті) |
| Домініканська Республіка                                                                       | 5 – 1 | Американські Віргінські Острови                                                        |
| Дагоберто Лопес 12’ Омар Сапата 14’ Луїс Омар Санчес 43’ Адріан Валенсуела 67’ Оскар Мехія 88’ | Голи | Кевін Шеппард 69’                                                                      |

 Домініканська Республіка вийшла в основний етап.

### Основний етап

#### Група 1
- Домініка відмовилась від подальшої участі у турнірі, тому у групі зіграло три команди.

| Команда            | О | І | В | Н | П | МЗ | МП |
| ------------------ | - | - | - | - | - | -- | -- |
| Тринідад і Тобаго  | 3 | 2 | 1 | 0 | 1 | 2  | 1  |
| Сент-Люсія         | 3 | 2 | 1 | 0 | 1 | 2  | 2  |
| Сент-Кіттс і Невіс | 3 | 2 | 1 | 0 | 1 | 2  | 3  |

| 13 листопада 2002  | \| Сент-Люсія \| 1 – 2 \| Сент-Кіттс і Невіс \| \| Френсіс Ластік 78’ \| Голи \| Джордж Айзек 38’, 56’ \| | «Dr Joao Havelange Centre of Excellence», Macoya Арбітр: Марк Форд (Барбадос) |
| Сент-Люсія         | 1 – 2 | Сент-Кіттс і Невіс                                                            |
| Френсіс Ластік 78’ | Голи | Джордж Айзек 38’, 56’                                                         |

| 15 листопада 2002  | \| Сент-Кіттс і Невіс \| 0 – 2 \| Тринідад і Тобаго \| \| \| Голи \| Гері Глазгоу 39’ Керрі Норей 60’ \| | «Hasely Crawford», Порт-оф-Спейн Глядачів: 1,500 |
| Сент-Кіттс і Невіс | 0 – 2 | Тринідад і Тобаго                                |
|                    | Голи | Гері Глазгоу 39’ Керрі Норей 60’                 |

| 17 листопада 2002 | \| Тринідад і Тобаго \| 0 – 1 \| Сент-Люсія \| \| \| Голи \| Джонатан Маквейн 54’ \| | «Dr Joao Havelange Centre of Excellence», Macoya Арбітр: Марк Форд (Барбадос) |
| Тринідад і Тобаго | 0 – 1                                                                                | Сент-Люсія                                                                    |
|                   | Голи                                                                                 | Джонатан Маквейн 54’                                                          |

#### Група 2
| Команда                  | О | І | В | Н | П | МЗ | МП |
| ------------------------ | - | - | - | - | - | -- | -- |
| Куба                     | 9 | 3 | 3 | 0 | 0 | 9  | 2  |
| Мартиніка                | 6 | 3 | 2 | 0 | 1 | 8  | 2  |
| Кайманові Острови        | 3 | 3 | 1 | 0 | 2 | 1  | 8  |
| Домініканська Республіка | 0 | 3 | 0 | 0 | 3 | 1  | 7  |

| 27 листопада 2002        | \| Домініканська Республіка \| 0 – 4 \| Мартиніка \| \| \| Голи \| Родольфо Рано 70’, 82’ Мігель Дюрангрін 83’ Хосе Горон 89’ \| | «Truman Bodden Sports Complex», Великий Кайман Арбітр: Роснік Грант (Гаїті) |
| Домініканська Республіка | 0 – 4 | Мартиніка                                                                   |
|                          | Голи | Родольфо Рано 70’, 82’ Мігель Дюрангрін 83’ Хосе Горон 89’                  |

| 27 листопада 2002 | \| Кайманові Острови \| 0 – 5 \| Куба \| \| \| Голи \| Александер Деліс 21’ Лестер Море 23’, 77’ Лазаро Мартінес 80’ Майкел Кастанеда 86’ \| | «Truman Bodden Sports Complex», Великий Кайман Арбітр: Пітер Прендергаст (Ямайка)  |
| Кайманові Острови | 0 – 5 | Куба                                                                               |
|                   | Голи | Александер Деліс 21’ Лестер Море 23’, 77’ Лазаро Мартінес 80’ Майкел Кастанеда 86’ |

| 29 листопада 2002        | \| Домініканська Республіка \| 0 – 1 \| Кайманові Острови \| \| \| Голи \| Маршалл Форбс 27’ \| | «Truman Bodden Sports Complex», Великий Кайман Арбітр: Роснік Грант (Гаїті) |
| Домініканська Республіка | 0 – 1                                                                                           | Кайманові Острови                                                           |
|                          | Голи                                                                                            | Маршалл Форбс 27’                                                           |

| 29 листопада 2002                   | \| Куба \| 2 – 1 \| Мартиніка \| \| Лестер Море 38’ Лазаро Мартінес 60’ \| Голи \| Віктор Лавріл 43’ \| | «Truman Bodden Sports Complex», Великий Кайман Арбітр: Пітер Прендергаст (Ямайка) |
| Куба                                | 2 – 1                                                                                                   | Мартиніка                                                                         |
| Лестер Море 38’ Лазаро Мартінес 60’ | Голи | Віктор Лавріл 43’                                                                 |

| 1 грудня 2002                              | \| Куба \| 2 – 1 \| Домініканська Республіка \| \| Йованді Лопес (а.г.) 63’ Сергей Сенудо 67’ \| Голи \| Рамон Маріно 20’ \| | «Truman Bodden Sports Complex», Великий Кайман Арбітр: Роснік Грант (Гаїті) |
| Куба                                       | 2 – 1 | Домініканська Республіка                                                    |
| Йованді Лопес (а.г.) 63’ Сергей Сенудо 67’ | Голи | Рамон Маріно 20’                                                            |

| 1 грудня 2002                         | \| Мартиніка \| 3 – 0 \| Кайманові Острови \| \| Хосе Горон 53’ Патрік Персен 61’, 86’ \| Голи \| \| | «Truman Bodden Sports Complex», Великий Кайман Арбітр: Пітер Прендергаст (Ямайка) |
| Мартиніка                             | 3 – 0                                                                                                | Кайманові Острови                                                                 |
| Хосе Горон 53’ Патрік Персен 61’, 86’ | Голи                                                                                                 |                                                                                   |

#### Група 3
| Команда   | О | І | В | Н | П | МЗ | МП |
| --------- | - | - | - | - | - | -- | -- |
| Ямайка    | 7 | 3 | 2 | 1 | 0 | 7  | 2  |
| Гваделупа | 6 | 3 | 2 | 0 | 1 | 6  | 6  |
| Барбадос  | 4 | 3 | 1 | 1 | 1 | 3  | 2  |
| Гренада   | 0 | 3 | 0 | 0 | 3 | 5  | 11 |

| 9 листопада 2002 | \| Ямайка \| 1 – 1 \| Барбадос \| \| Пол Галл 90’ \| Голи \| Грегорі Гудріч 88’ \| | «Національний стадіон», Сент-Джорджес Арбітр: Робін Мюррей (Тринідад і Тобаго) |
| Ямайка           | 1 – 1                                                                              | Барбадос                                                                       |
| Пол Галл 90’     | Голи                                                                               | Грегорі Гудріч 88’                                                             |

| 9 листопада 2002                                                | \| Гваделупа \| 5 – 4 \| Гренада \| \| Ксав'єр Кассубі 21’, 43’, 68’ Ерік Мока 35’ Жан-Люк Ламбурд 54’ \| Голи \| Кріс Бейн 15’ Кітсон Бейн 44’ Патрік Модесте 47’ Фімбер Вільямс 77’ \| | «Національний стадіон», Сент-Джорджес                               |
| Гваделупа                                                       | 5 – 4 | Гренада                                                             |
| Ксав'єр Кассубі 21’, 43’, 68’ Ерік Мока 35’ Жан-Люк Ламбурд 54’ | Голи | Кріс Бейн 15’ Кітсон Бейн 44’ Патрік Модесте 47’ Фімбер Вільямс 77’ |

| 11 листопада 2002 | \| Гренада \| 0 – 2 \| Барбадос \| \| \| Голи \| Раян Лукас 66’ Грегорі Гудрідж 90’ \| | «Національний стадіон», Сент-Джорджес Арбітр: Робін Мюррей (Тринідад і Тобаго) |
| Гренада           | 0 – 2                                                                                  | Барбадос                                                                       |
|                   | Голи                                                                                   | Раян Лукас 66’ Грегорі Гудрідж 90’                                             |

| 11 листопада 2002                 | \| Ямайка \| 2 – 0 \| Гваделупа \| \| Джермейн Джонсон 56’ Пол Галл 58’ \| Голи \| \| | «Національний стадіон», Сент-Джорджес Глядачів: 2,500 Арбітр: Ніл Брізан (Тринідад і Тобаго) |
| Ямайка                            | 2 – 0                                                                                 | Гваделупа                                                                                    |
| Джермейн Джонсон 56’ Пол Галл 58’ | Голи                                                                                  |                                                                                              |

| 13 листопада 2002 | \| Барбадос \| 0 – 1 \| Гваделупа \| \| \| Голи \| Ален Верто (пен.) 83’ \| | «Національний стадіон», Сент-Джорджес Глядачів: 3,250 Арбітр: Ніл Брізан (Тринідад і Тобаго) |
| Барбадос          | 0 – 1                                                                       | Гваделупа                                                                                    |
|                   | Голи                                                                        | Ален Верто (пен.) 83’                                                                        |

| 13 листопада 2002    | \| Гренада \| 1 – 4 \| Ямайка \| \| Хендерсон Етт'єн 75’ \| Голи \| Джермейн Джонсон 8’, 40’ Пол Галл 58’, 90’ \| | «Національний стадіон», Сент-Джорджес Арбітр: Робін Мюррей (Тринідад і Тобаго) |
| Гренада              | 1 – 4 | Ямайка                                                                         |
| Хендерсон Етт'єн 75’ | Голи | Джермейн Джонсон 8’, 40’ Пол Галл 58’, 90’                                     |

#### Група 4
- Суринам відмовився від подальшої участі у турнірі, тому у групі зіграло три команди.

| Команда                          | О | І | В | Н | П | МЗ | МП |
| -------------------------------- | - | - | - | - | - | -- | -- |
| Гаїті                            | 6 | 2 | 2 | 0 | 0 | 4  | 0  |
| Антигуа і Барбуда                | 1 | 2 | 0 | 1 | 1 | 1  | 2  |
| Нідерландські Антильські острови | 1 | 2 | 0 | 1 | 1 | 1  | 4  |

| 18 листопада 2002 | \| Гаїті \| 1 – 0 \| Антигуа і Барбуда \| \| Руді Лормера 48’ \| Голи \| \| | «Sylvio Cator», Порт-о-Пренс Арбітр: Годфрі Боуен (Кайманові острови) |
| Гаїті             | 1 – 0                                                                       | Антигуа і Барбуда                                                     |
| Руді Лормера 48’  | Голи                                                                        |                                                                       |

| 20 листопада 2002     | \| Антигуа і Барбуда \| 1 – 1 \| Нідерландські Антильські острови \| \| Ніл Шаєн Джефферс 77’ \| Голи \| Шарген Форбіус 88’ \| | «Sylvio Cator», Порт-о-Пренс Арбітр: Годфрі Боуен (Кайманові острови) |
| Антигуа і Барбуда     | 1 – 1 | Нідерландські Антильські острови                                      |
| Ніл Шаєн Джефферс 77’ | Голи | Шарген Форбіус 88’                                                    |

| 22 листопада 2002                                    | \| Гаїті \| 3 – 0 \| Нідерландські Антильські острови \| \| Руді Лормера 5’ Франц Жиль 45’ Жан-Ребер Менелас 75’ \| Голи \| \| | «Sylvio Cator», Порт-о-Пренс Арбітр: Годфрі Боуен (Кайманові острови) |
| Гаїті                                                | 3 – 0 | Нідерландські Антильські острови                                      |
| Руді Лормера 5’ Франц Жиль 45’ Жан-Ребер Менелас 75’ | Голи |                                                                       |

### Фінальний етап

#### Група A
| Команда    | О | І | В | Н | П | МЗ | МП |
| ---------- | - | - | - | - | - | -- | -- |
| Ямайка     | 7 | 3 | 2 | 1 | 0 | 10 | 2  |
| Мартиніка  | 4 | 3 | 1 | 1 | 1 | 8  | 8  |
| Гаїті      | 3 | 3 | 1 | 0 | 2 | 3  | 6  |
| Сент-Люсія | 3 | 3 | 1 | 0 | 2 | 6  | 11 |

| 26 березня 2003            | \| Гаїті \| 2 – 1 \| Мартиніка \| \| Жан-Ребер Менелас 22’, 64’ \| Голи \| Патрік Персен 5’ \| | Кінгстон Арбітр: Мервін Лі (Антигуа і Барбуда) |
| Гаїті                      | 2 – 1                                                                                          | Мартиніка                                      |
| Жан-Ребер Менелас 22’, 64’ | Голи                                                                                           | Патрік Персен 5’                               |

| 26 березня 2003                                                                    | \| Ямайка \| 5 – 0 \| Сент-Люсія \| \| Ендрю Вільямс 9’ Фабіан Тейлор 11’ Корнел Чін-Су 37’ Клод Девіс 56’ Омар Дейлі 62’ \| Голи \| \| | Кінгстон Арбітр: Ніл Брізан (Тринідад і Тобаго) |
| Ямайка                                                                             | 5 – 0 | Сент-Люсія                                      |
| Ендрю Вільямс 9’ Фабіан Тейлор 11’ Корнел Чін-Су 37’ Клод Девіс 56’ Омар Дейлі 62’ | Голи |                                                 |

| 28 березня 2003                        | \| Сент-Люсія \| 2 – 1 \| Гаїті \| \| Шелдон Еммануель 45’ Девід Флавіус 90’ \| Голи \| Турлен Ромулус 73’ \| | Кінгстон Арбітр: Мервін Лі (Антигуа і Барбуда) |
| Сент-Люсія                             | 2 – 1 | Гаїті                                          |
| Шелдон Еммануель 45’ Девід Флавіус 90’ | Голи | Турлен Ромулус 73’                             |

| 28 березня 2003                          | \| Мартиніка \| 2 – 2 \| Ямайка \| \| Жозе-Тьєрі Горон 25’ Мігель Дюрагрін 63’ \| Голи \| Омар Дейлі 83’ Клод Девіс 90’ \| | Кінгстон Арбітр: Ніл Брізан (Тринідад і Тобаго) |
| Мартиніка                                | 2 – 2 | Ямайка                                          |
| Жозе-Тьєрі Горон 25’ Мігель Дюрагрін 63’ | Голи | Омар Дейлі 83’ Клод Девіс 90’                   |

| 30 березня 2003                                                 | \| Сент-Люсія \| 4 – 5 \| Мартиніка \| \| Тітус Елва 21’ Шелдон Марк 38’ Ірл Жан 52’ Валенсіус Джозеф 56’ \| Голи \| Хосе Горон 24’ Ян Гір'є-ДуФурн'є 64’, 84’ Фабріс Руперн 73’ Мігель Дюрагрен 89’ \| | Кінгстон Арбітр: Мервін Лі (Антигуа і Барбуда)                                  |
| Сент-Люсія                                                      | 4 – 5 | Мартиніка                                                                       |
| Тітус Елва 21’ Шелдон Марк 38’ Ірл Жан 52’ Валенсіус Джозеф 56’ | Голи | Хосе Горон 24’ Ян Гір'є-ДуФурн'є 64’, 84’ Фабріс Руперн 73’ Мігель Дюрагрен 89’ |

| 30 березня 2003                                             | \| Ямайка \| 3 – 0 \| Гаїті \| \| Джермейн Джонсон 15’ Омар Дейлі 58’ Жан-Жак П'єр (а.г.) 66’ \| Голи \| \| | Кінгстон Арбітр: Ніл Брізан (Тринідад і Тобаго) |
| Ямайка                                                      | 3 – 0 | Гаїті                                           |
| Джермейн Джонсон 15’ Омар Дейлі 58’ Жан-Жак П'єр (а.г.) 66’ | Голи |                                                 |

 Ямайка отримала путівку у фінальний турнір,  Мартиніка потрапила в стиковий турнір.

#### Група B
| Команда           | О | І | В | Н | П | МЗ | МП |
| ----------------- | - | - | - | - | - | -- | -- |
| Куба              | 9 | 3 | 3 | 0 | 0 | 8  | 3  |
| Тринідад і Тобаго | 6 | 3 | 2 | 0 | 1 | 4  | 3  |
| Гваделупа         | 3 | 3 | 1 | 0 | 2 | 4  | 4  |
| Антигуа і Барбуда | 0 | 3 | 0 | 0 | 3 | 0  | 6  |

| 26 березня 2003       | \| Гваделупа \| 2 – 3 \| Куба \| \| Лоран Фарнаб 44’, 51’ \| Голи \| Майкел Галіндо 17’, 83’ Лазаро Долкорт 30’ \| | Порт-оф-Спейн Арбітр: Барні Каллендар (Барбадос) |
| Гваделупа             | 2 – 3 | Куба                                             |
| Лоран Фарнаб 44’, 51’ | Голи | Майкел Галіндо 17’, 83’ Лазаро Долкорт 30’       |

| 26 березня 2003              | \| Тринідад і Тобаго \| 2 – 0 \| Антигуа і Барбуда \| \| Еванс Вайз 3’ Стерн Джон 55’ \| Голи \| \| | Порт-оф-Спейн Арбітр: Гевін Джеймс (Гаяна) |
| Тринідад і Тобаго            | 2 – 0                                                                                               | Антигуа і Барбуда                          |
| Еванс Вайз 3’ Стерн Джон 55’ | Голи                                                                                                |                                            |

| 28 березня 2003      | \| Куба \| 2 – 0 \| Антигуа і Барбуда \| \| Лестер Море 65’, 78’ \| Голи \| \| | Macoya Арбітр: Гевін Джеймс (Гаяна) |
| Куба                 | 2 – 0                                                                          | Антигуа і Барбуда                   |
| Лестер Море 65’, 78’ | Голи                                                                           |                                     |

| 28 березня 2003 | \| Гваделупа \| 0 – 1 \| Тринідад і Тобаго \| \| \| Голи \| Стерн Джон (пен.) 88’ \| | Macoya Арбітр: Барні Каллендар (Барбадос) |
| Гваделупа       | 0 – 1                                                                                | Тринідад і Тобаго                         |
|                 | Голи                                                                                 | Стерн Джон (пен.) 88’                     |

| 30 березня 2003   | \| Антигуа і Барбуда \| 0 – 2 \| Гваделупа \| \| \| Голи \| Домінік Мока 67’, 77’ \| | Marabella Арбітр: Барні Каллендар (Барбадос) |
| Антигуа і Барбуда | 0 – 2                                                                                | Гваделупа                                    |
|                   | Голи                                                                                 | Домінік Мока 67’, 77’                        |

| 30 березня 2003   | \| Тринідад і Тобаго \| 1 – 3 \| Куба \| \| Стерн Джон 18’ \| Голи \| Хорхе Рамірес 26’ Лестер Море 72’ Майкел Галіндо 77’ \| | Marabella Арбітр: Гевін Джеймс (Гаяна)               |
| Тринідад і Тобаго | 1 – 3 | Куба                                                 |
| Стерн Джон 18’    | Голи | Хорхе Рамірес 26’ Лестер Море 72’ Майкел Галіндо 77’ |

 Куба отримала путівку у фінальний турнір,  Тринідад і Тобаго потрапив у стиковий турнір.

## Центральноамериканська зона
| М | Команда    | І | В | Н | П | МЗ | МП | РМ  | О  | Кваліфікація або пониження в класі    |
| - | ---------- | - | - | - | - | -- | -- | --- | -- | ------------------------------------- |
| 1 | Коста-Рика | 5 | 4 | 1 | 0 | 5  | 1  | +4  | 13 | Кваліфікувались до фінального турніру |
| 2 | Гватемала  | 5 | 3 | 1 | 1 | 10 | 4  | +6  | 10 | Кваліфікувались до фінального турніру |
| 3 | Сальвадор  | 5 | 3 | 0 | 2 | 6  | 4  | +2  | 9  | Кваліфікувались до фінального турніру |
| 4 | Гондурас   | 5 | 1 | 1 | 3 | 4  | 5  | −1  | 4  | Потрапив до стикового турніру         |
| 5 | Панама     | 5 | 1 | 1 | 3 | 4  | 5  | −1  | 4  |                                       |
| 6 | Нікарагуа  | 5 | 1 | 0 | 4 | 1  | 11 | −10 | 3  |                                       |

## Стиковий турнір
| Команда           | О | І | В | Н | П | МЗ | МП |
| ----------------- | - | - | - | - | - | -- | -- |
| Гондурас          | 6 | 2 | 2 | 0 | 0 | 6  | 2  |
| Мартиніка         | 3 | 2 | 1 | 0 | 1 | 5  | 6  |
| Тринідад і Тобаго | 0 | 2 | 0 | 0 | 2 | 2  | 5  |

| 23 квітня 2003                                        | \| Мартиніка \| 3 – 2 \| Тринідад і Тобаго \| \| Хосе Горон 66’ Ян Гір'є-ДуФурн'є 69’ Домінік Реал 80’ \| Голи \| Арнольд Дваріка (пен.) 13’ Джейсон Скотланд 42’ \| | «Stade de Dillon», Фор-де-Франс Арбітр: Армандо Арчундія (Мексика) |
| Мартиніка                                             | 3 – 2 | Тринідад і Тобаго                                                  |
| Хосе Горон 66’ Ян Гір'є-ДуФурн'є 69’ Домінік Реал 80’ | Голи | Арнольд Дваріка (пен.) 13’ Джейсон Скотланд 42’                    |

| 25 квітня 2003    | \| Тринідад і Тобаго \| 0 – 2 \| Гондурас \| \| \| Голи \| Вільмер Веласкес 50’ Хосе Франсіско Рамірес 89’ \| | «Stade de Dillon», Фор-де-Франс Арбітр: Марко Антоніо Родрігес (Мексика) |
| Тринідад і Тобаго | 0 – 2 | Гондурас                                                                 |
|                   | Голи | Вільмер Веласкес 50’ Хосе Франсіско Рамірес 89’                          |

| 27 квітня 2003                                                                          | \| Гондурас \| 4 – 2 \| Мартиніка \| \| Вільмер Веласкес 31’ Хосе Франсіско Рамірес 63’ Даніло Турсіос 73’ Вальтер Ернандес 89’ \| Голи \| Хосе Тьєррі Гордон 48’ Віллі Алексіс Падолі 67’ \| | «Stade de Dillon», Фор-де-Франс Арбітр: Марко Антоніо Родрігес (Мексика) |
| Гондурас                                                                                | 4 – 2 | Мартиніка                                                                |
| Вільмер Веласкес 31’ Хосе Франсіско Рамірес 63’ Даніло Турсіос 73’ Вальтер Ернандес 89’ | Голи | Хосе Тьєррі Гордон 48’ Віллі Алексіс Падолі 67’                          |

 Гондурас та  Мартиніка отримали путівки до фінального турніру.